# Thelastoma moko
Thelastoma moko är en rundmaskart som beskrevs av James Bowie 1986. Thelastoma moko ingår i släktet Thelastoma och familjen Thelastomatidae. Inga underarter finns listade i Catalogue of Life.